# Gran Premio de China
El Gran Premio de China es una carrera de automovilismo de velocidad que se corre en la República Popular de China, y que forma parte del calendario oficial de la Fórmula 1 desde el año 2004.
El Circuito Internacional de Shanghái fue construido específicamente para este evento a un costo de unos 250 millones de dólares, lo que lo convierte en el más caro hasta la fecha.
Las siete primeras ediciones fueron ganadas por siete pilotos distintos, lo cual se mantuvo hasta el año 2011, cuando Lewis Hamilton se impuso en esta edición, convirtiéndose así en el primer piloto que logró vencer dos veces en este Gran Premio.
En 2020 fue parte del calendario oficial de la FIA para abril, pero fue cancelado por la pandemia de COVID-19. En 2021 y 2022 tampoco se disputó, aunque en 2021 renovó su contrato hasta 2025. Para 2023 estaba planeado que se disputase el campeonato aunque, por las medidas contra el COVID-19 que estaban aplicadas durante las negociaciones de las fechas en el calendario, fue cancelado de nuevo. Cuando las restricciones fueron levantadas, entidades gubernamentales de Shanghái trataron de negociar con la FIA de la reintroducción del campeonato en ese mismo año, pero la respuesta fue negativa.
Para 2024, luego de cinco años de ausencia, se oficializó el retorno para la quinta fecha del calendario del 19 al 21 de abril.
La vuelta rápida histórica en clasificatoria la ostenta Oscar Piastri con un 1:30.641 en 2025 y en carrera Michael Schumacher con un 1:32.238 en 2004.

## Ganadores
| Año        | Piloto                                         | Equipo/Motor                                   | Circuito                                       | Resultados                                     |
| ---------- | ---------------------------------------------- | ---------------------------------------------- | ---------------------------------------------- | ---------------------------------------------- |
| 2004       | Rubens Barrichello                             | Ferrari                                        | Shanghái                                       | Resultados                                     |
| 2005       | Fernando Alonso                                | Renault                                        | Shanghái                                       | Resultados                                     |
| 2006       | Michael Schumacher                             | Ferrari                                        | Shanghái                                       | Resultados                                     |
| 2007       | Kimi Räikkönen                                 | Ferrari                                        | Shanghái                                       | Resultados                                     |
| 2008       | Lewis Hamilton                                 | McLaren-Mercedes                               | Shanghái                                       | Resultados                                     |
| 2009       | Sebastian Vettel                               | Red Bull-Renault                               | Shanghái                                       | Resultados                                     |
| 2010       | Jenson Button                                  | McLaren-Mercedes                               | Shanghái                                       | Resultados                                     |
| 2011       | Lewis Hamilton (2)                             | McLaren-Mercedes                               | Shanghái                                       | Resultados                                     |
| 2012       | Nico Rosberg                                   | Mercedes                                       | Shanghái                                       | Resultados                                     |
| 2013       | Fernando Alonso (2)                            | Ferrari                                        | Shanghái                                       | Resultados                                     |
| 2014       | Lewis Hamilton (3)                             | Mercedes                                       | Shanghái                                       | Resultados                                     |
| 2015       | Lewis Hamilton (4)                             | Mercedes                                       | Shanghái                                       | Resultados                                     |
| 2016       | Nico Rosberg (2)                               | Mercedes                                       | Shanghái                                       | Resultados                                     |
| 2017       | Lewis Hamilton (5)                             | Mercedes                                       | Shanghái                                       | Resultados                                     |
| 2018       | Daniel Ricciardo                               | Red Bull-TAG Heuer                             | Shanghái                                       | Resultados                                     |
| 2019       | Lewis Hamilton (6)                             | Mercedes                                       | Shanghái                                       | Resultados                                     |
| 2020- 2023 | No se disputó debido a la pandemia de COVID-19 | No se disputó debido a la pandemia de COVID-19 | No se disputó debido a la pandemia de COVID-19 | No se disputó debido a la pandemia de COVID-19 |
| 2024       | Max Verstappen                                 | Red Bull-Honda RBPT                            | Shanghái                                       | Resultados                                     |
| 2025       | Oscar Piastri                                  | McLaren-Mercedes                               | Shanghái                                       | Resultados                                     |

## Estadísticas

### Pilotos con más victorias
| Victorias | Piloto             | Años                               |
| --------- | ------------------ | ---------------------------------- |
| 6         | Lewis Hamilton     | 2008, 2011, 2014, 2015, 2017, 2019 |
| 2         | Fernando Alonso    | 2005, 2013                         |
| 2         | Nico Rosberg       | 2012, 2016                         |
| 1         | Rubens Barrichello | 2004                               |
| 1         | Michael Schumacher | 2006                               |
| 1         | Kimi Räikkönen     | 2007                               |
| 1         | Sebastian Vettel   | 2009                               |
| 1         | Jenson Button      | 2010                               |
| 1         | Daniel Ricciardo   | 2018                               |
| 1         | Max Verstappen     | 2024                               |
| 1         | Oscar Piastri      | 2025                               |

### Constructores con más victorias
| Victorias | Constructor | Años                               |
| --------- | ----------- | ---------------------------------- |
| 6         | Mercedes    | 2012, 2014, 2015, 2016, 2017, 2019 |
| 4         | Ferrari     | 2004, 2006, 2007, 2013             |
| 4         | McLaren     | 2008, 2010, 2011, 2025             |
| 3         | Red Bull    | 2009, 2018, 2024                   |
| 1         | Renault     | 2005                               |

### Motores con más victorias
| Victorias | Motor      | Años                                                       |
| --------- | ---------- | ---------------------------------------------------------- |
| 10        | Mercedes   | 2008, 2010, 2011, 2012, 2014, 2015, 2016, 2017, 2019, 2025 |
| 4         | Ferrari    | 2004, 2006, 2007, 2013                                     |
| 2         | Renault    | 2005, 2009                                                 |
| 1         | TAG Heuer  | 2018                                                       |
| 1         | Honda RBPT | 2024                                                       |

## Galería

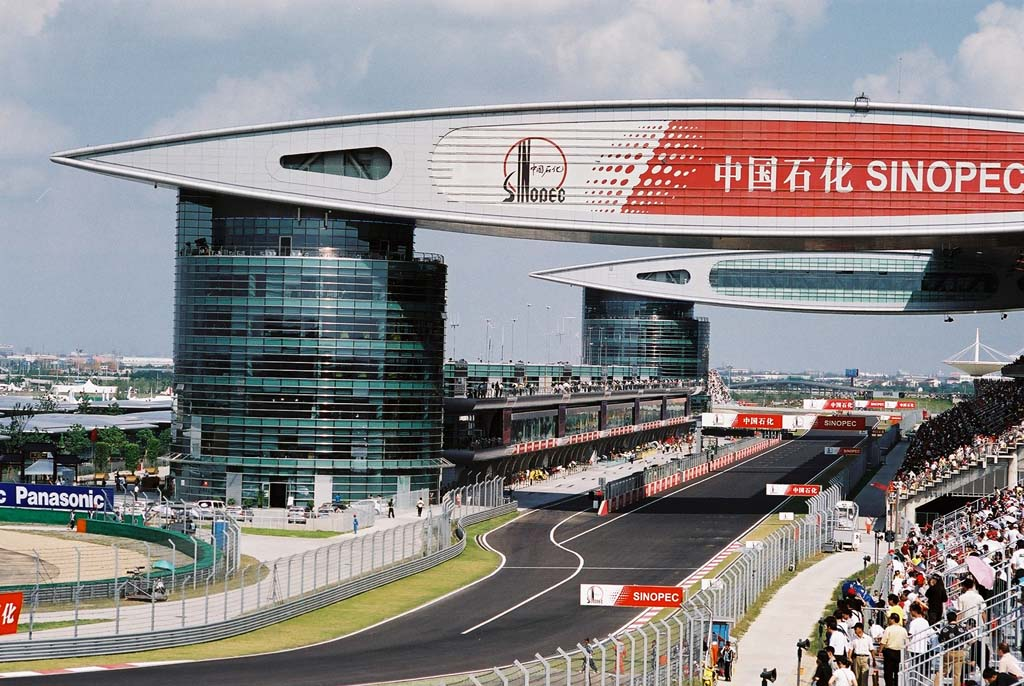
Recta principal del circuito de Shanghái en 2005
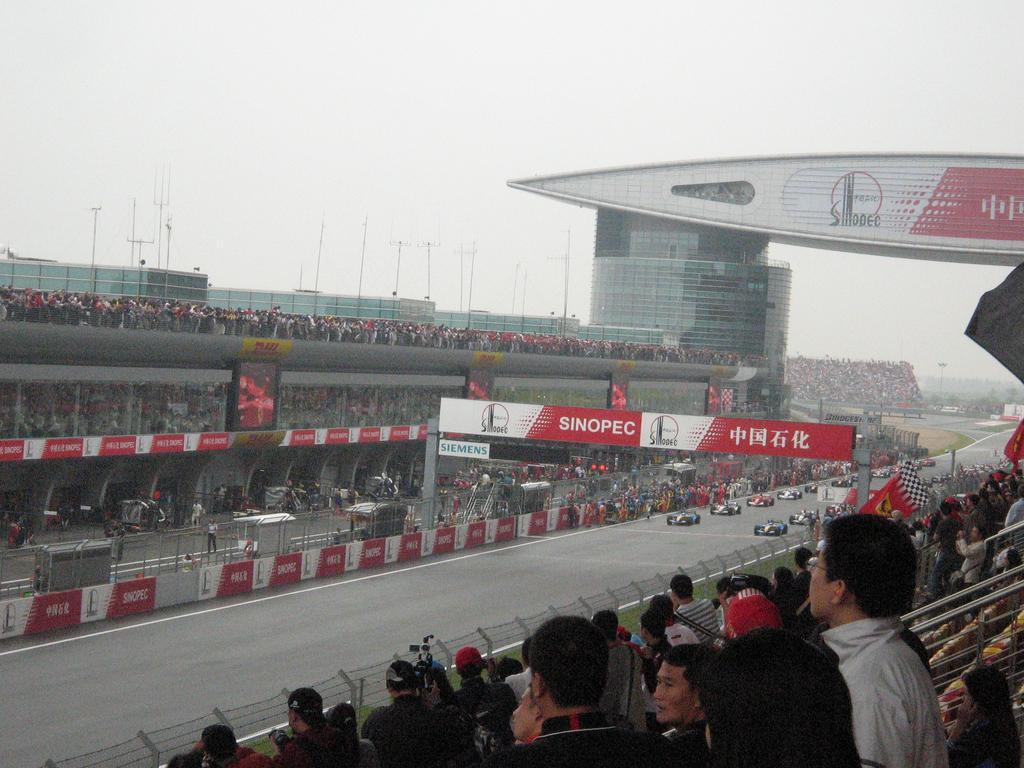
Largada de 2006
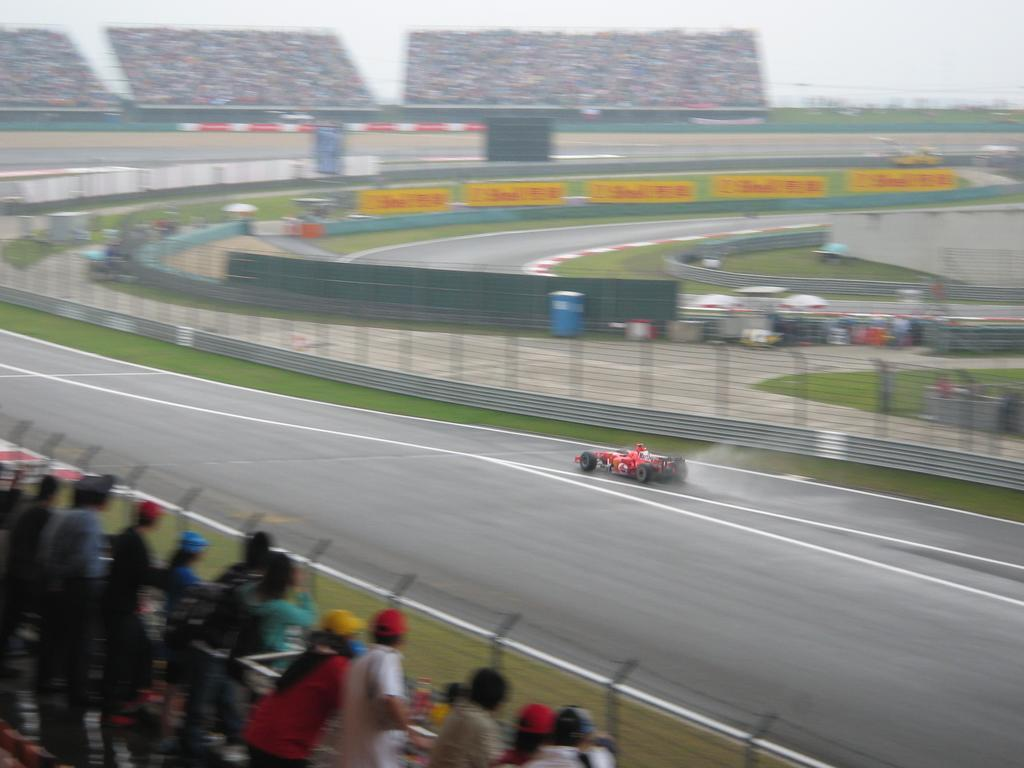
Ferrari rumbo a la primera curva en 2006
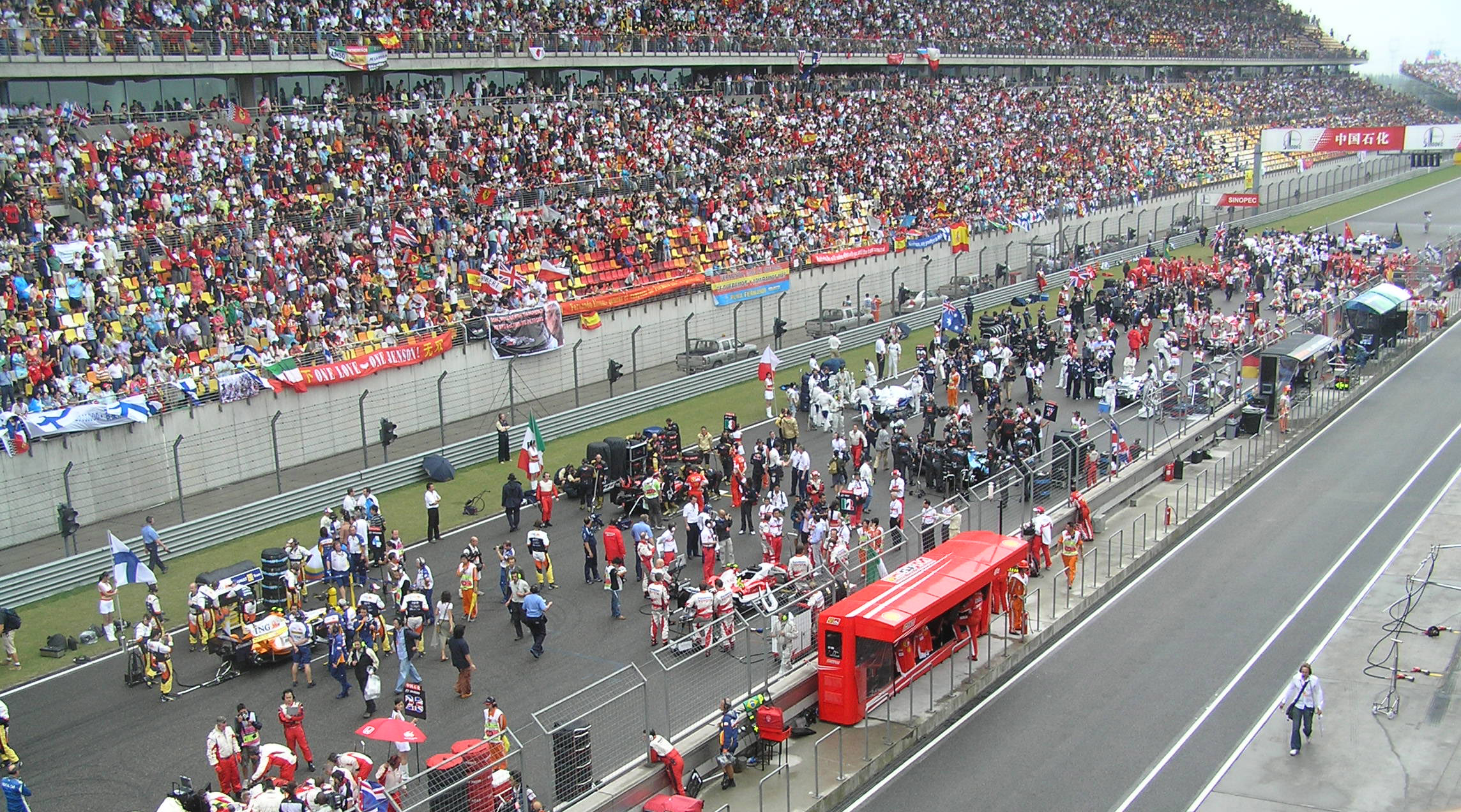
Grilla previa de 2007
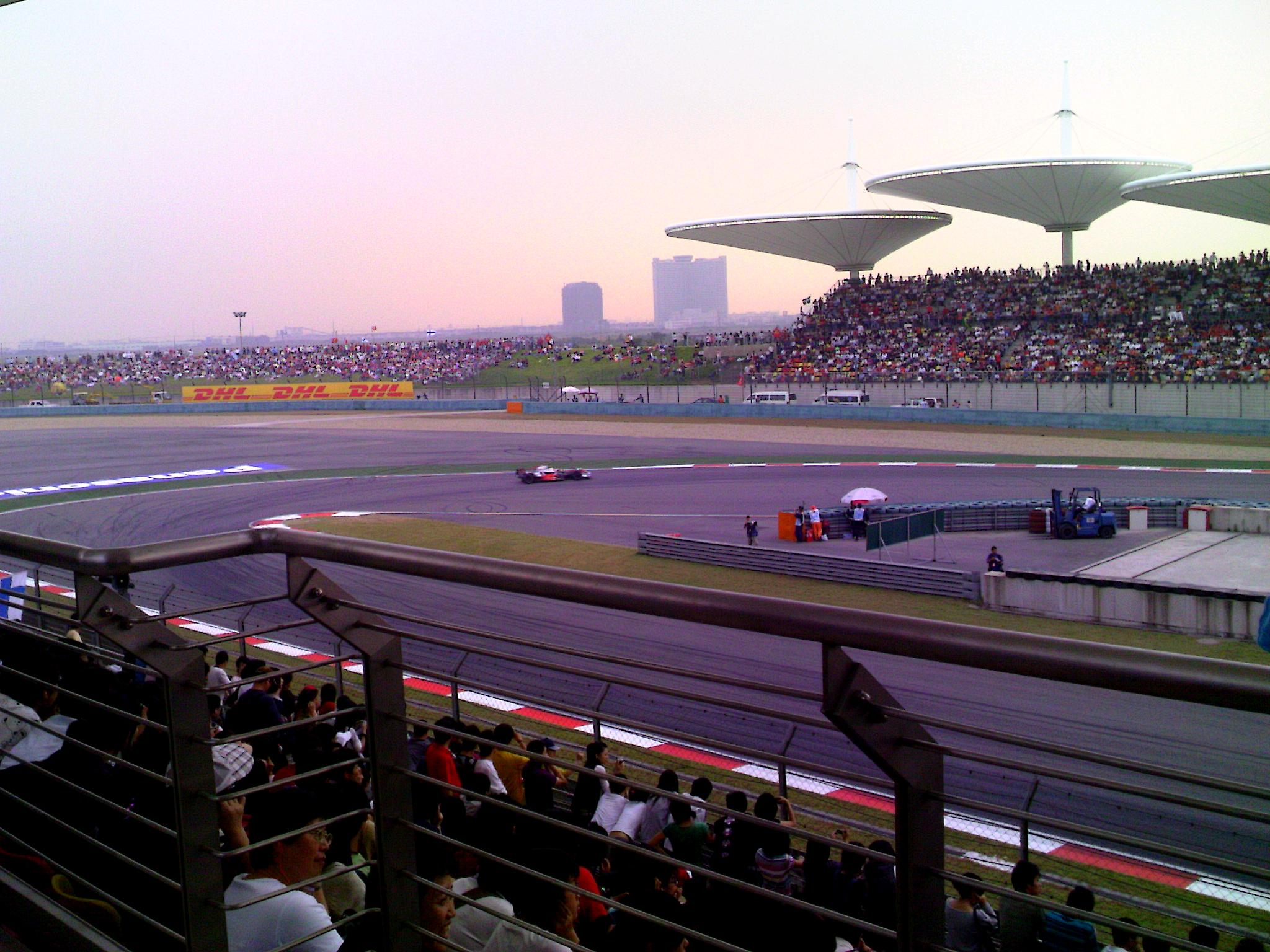
Horquilla en 2008
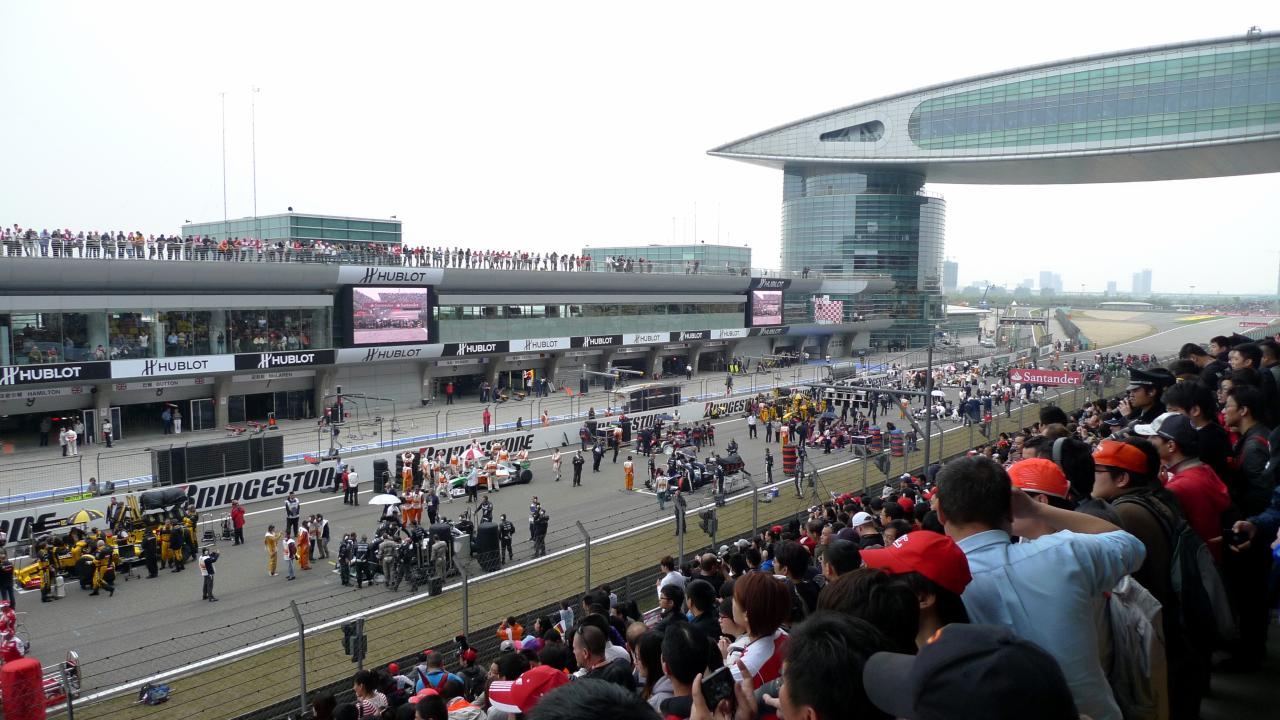
Grilla previa de 2010
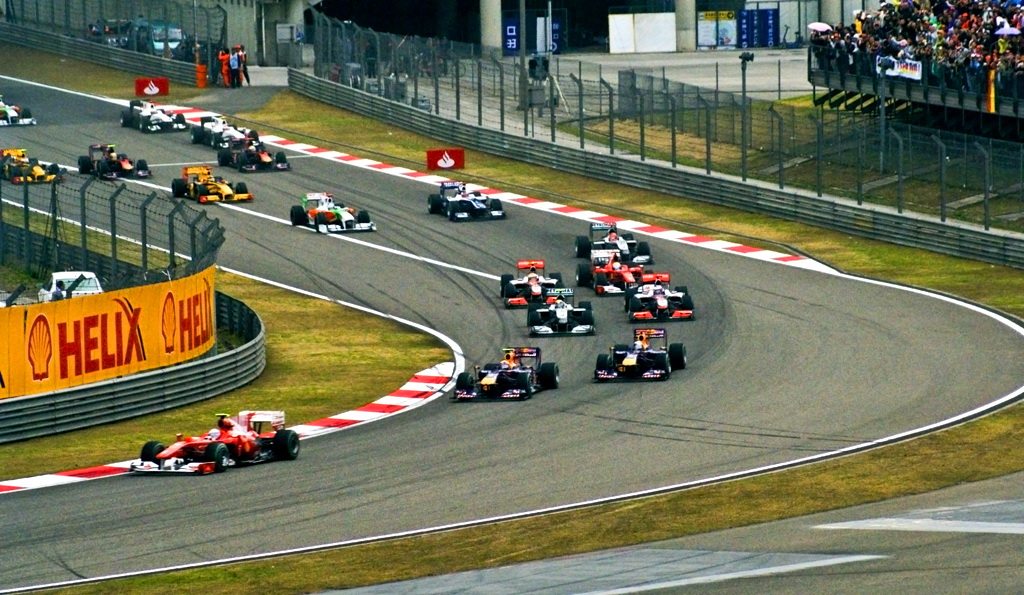
Largada de 2010
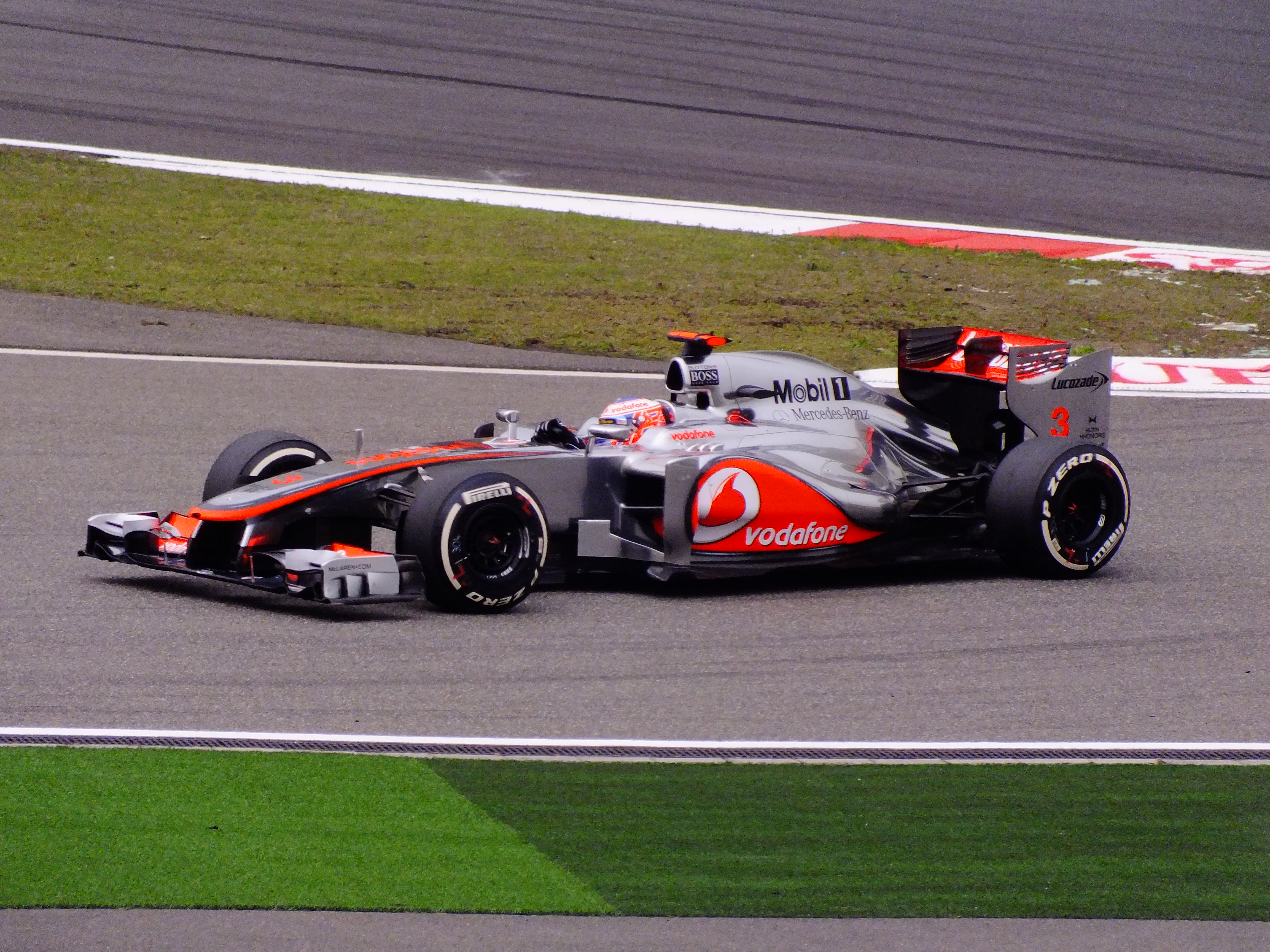
Jenson Button en el GP de 2012
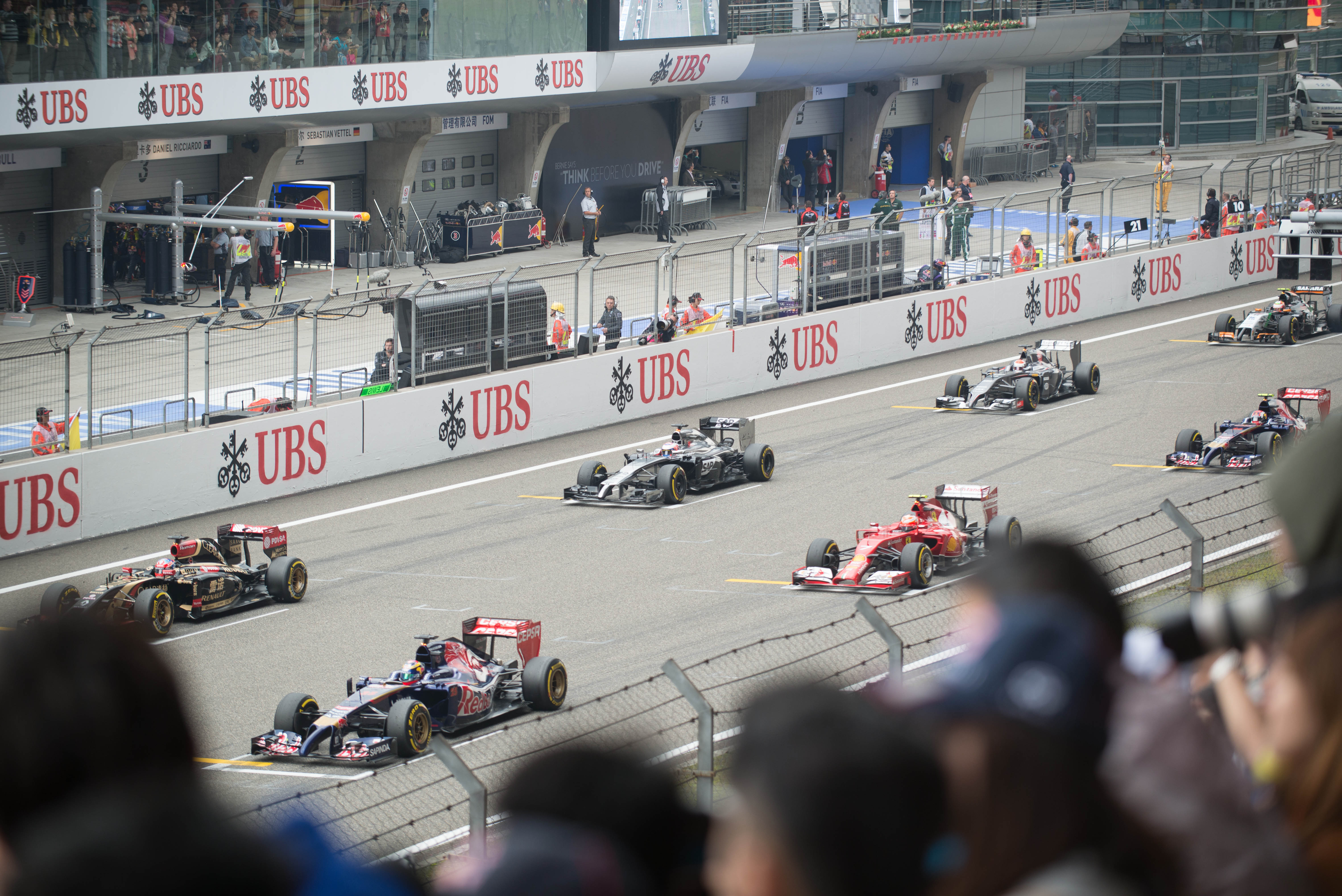
Largada de 2014
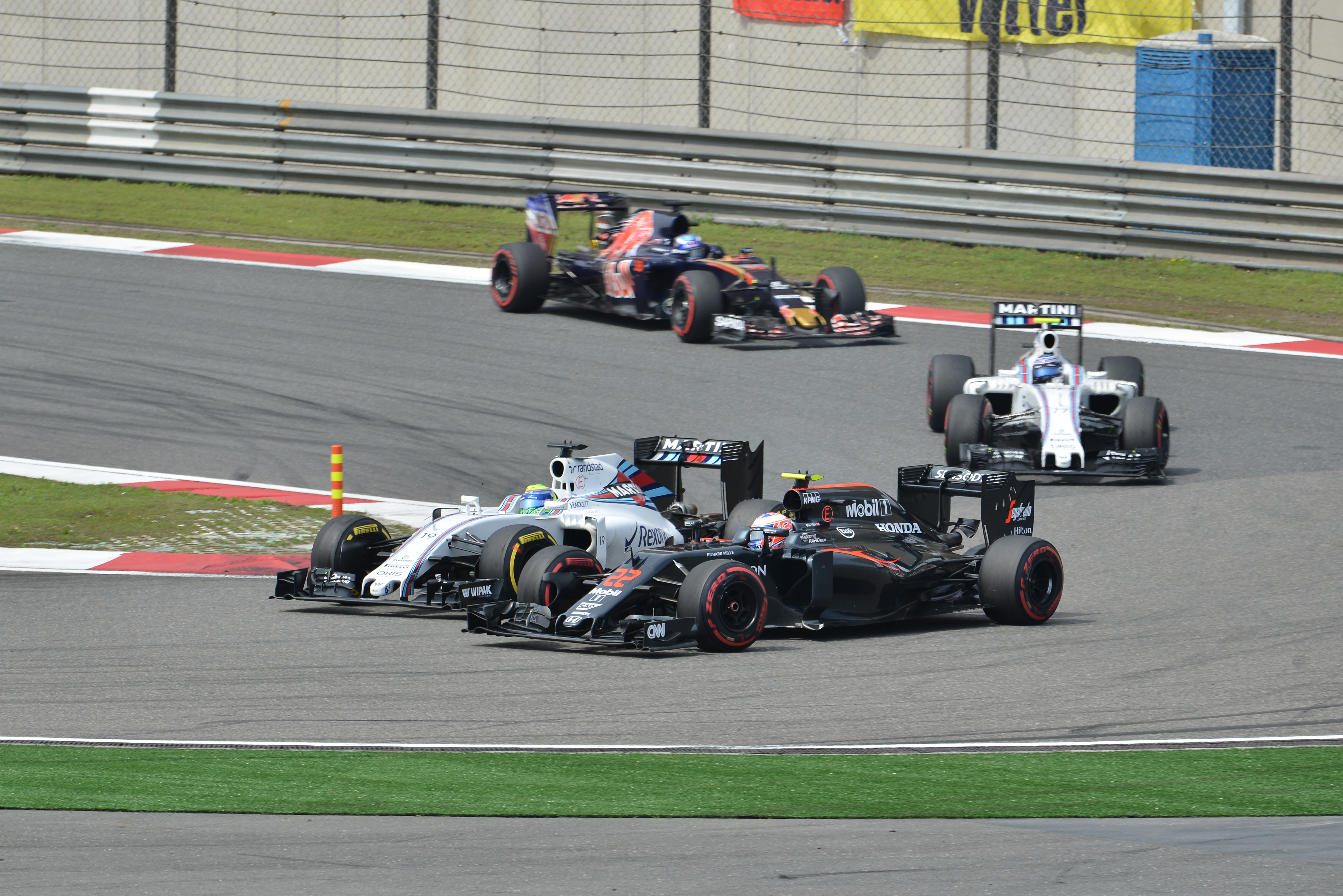
Gran Premio de 2016
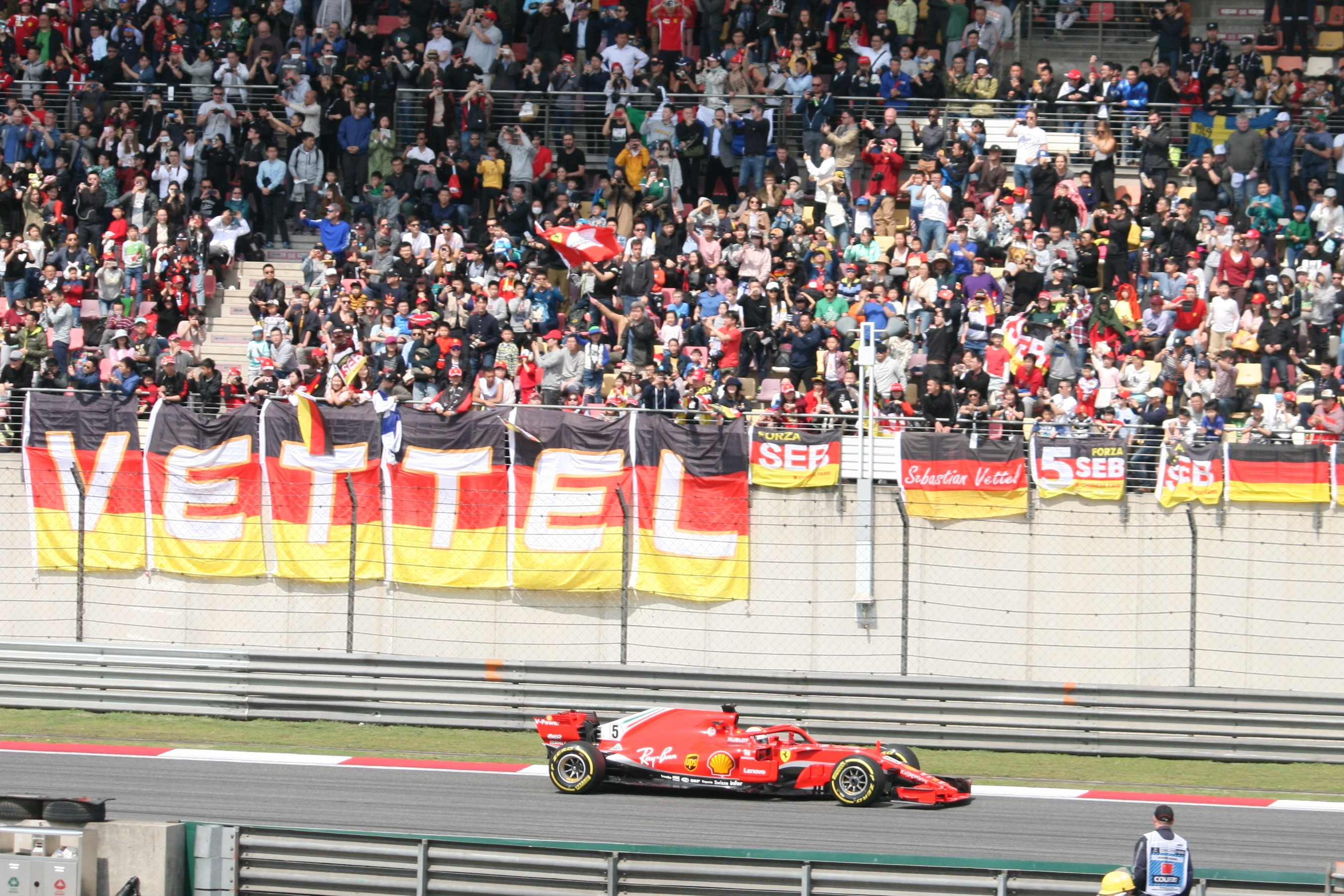
Sebastian Vettel en la edición de 2018
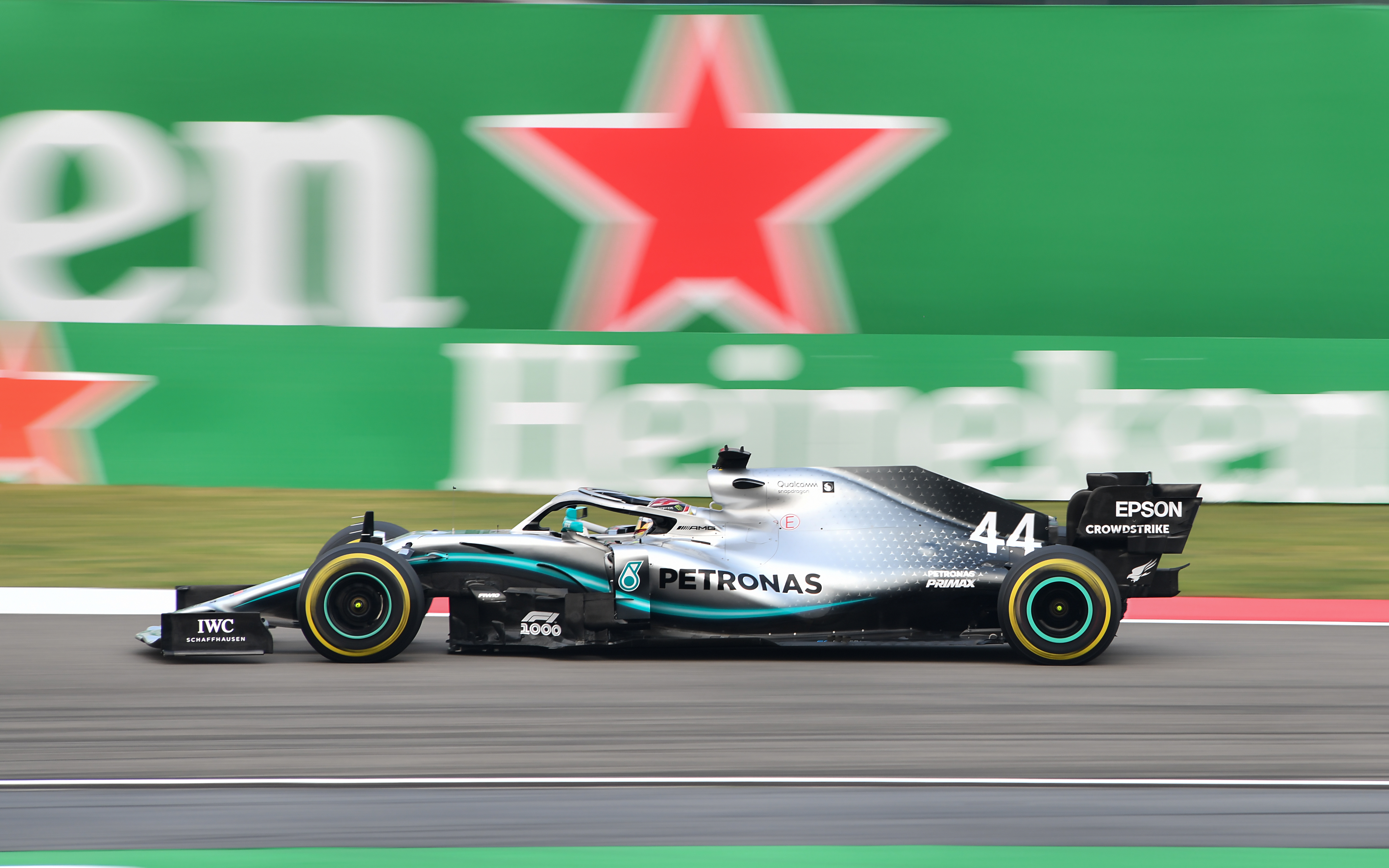
Lewis Hamilton, ganador de la edición 2019, el GP número 1000 de la F1